# Normalton
Normalton är en fastlagd frekvens för stämning av musikinstrument. Vanligtvis fastslår man frekvensen hos tonen a1 till 440 hertz.
Historiskt har man stämt musikinstrument både högre och lägre än vad som nu kallas normalton. År 1859 bestämde man sig i Frankrike för stämma efter a1 435 Hz och detta värde accepterades också av andra länder vid en internationell konferens i Wien år 1885. Vid en internationell konferens 1939 rekommenderades 440 Hz, vilket senare togs upp i den internationella standarden ISO-16 (nuvarande version ISO-16:1975).
Idag används normalt stämning där a1 ligger mellan cirka 435-445 Hz. Vid framförande av barockmusik på tidstrogna instrument brukar man dock avvika från detta, så kallad barockstämning, och stämmer normalt a1 till 415 Hz

## Ljudexempel
| 435 Hz (fil) | 436 Hz (fil) | 437 Hz (fil) | 438 Hz (fil) |
| 439 Hz (fil) | 440 Hz (fil) | 441 Hz (fil) | 442 Hz (fil) |
| 443 Hz (fil) | 444 Hz (fil) | 445 Hz (fil) | 446 Hz (fil) |